# Eduard Pistorius

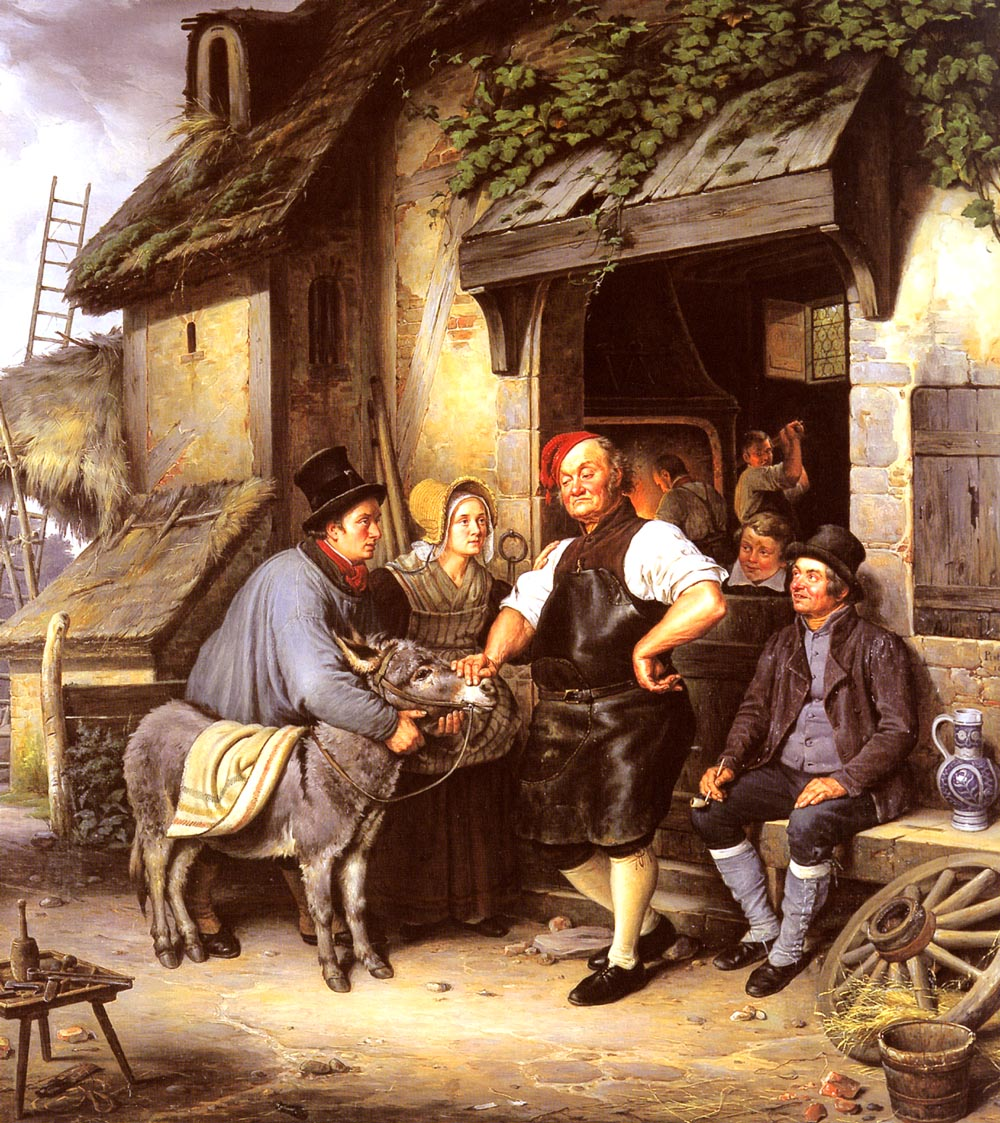
Besuch beim Tierarzt
(Der kranke Esel)

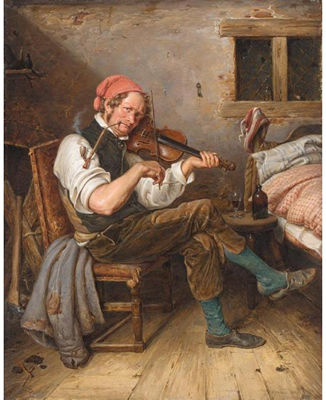
Der Geigenspieler, 1835

Eduard Pistorius (* 28. Februar 1796 in Berlin; † 20. August 1862 in Karlsbad) war ein deutscher Genremaler und Radierer. Er studierte in Berlin bei Ludwig Wilhelm Wittich (1773–1832) an der Akademie, 1818 bis 1819 in Dresden. Durch eifriges Kopieren in den Galerien der Schlösser Sanssouci und Dresden bildete er sich weiter. Seit 1824 beschickte er die Berliner Akademieausstellungen. 1827 bis 1830 war er in Düsseldorf ansässig, seitdem in Berlin, 1840 in Rom.

## Werk
Pistorius lehnte sich eng an holländische Genrebilder des 17. Jahrhunderts an, vor allem an Adriaen van Ostade sowie Gerrit Dou, und malte humoristische Genrebilder, z. B. Der kranke Esel, Der kranke Stiefel und Gesunder Schlaf. Mit seiner Darstellung alltäglicher Situationen hatte er großen Einfluss auf die Entwicklung der Düsseldorfer Malerschule, etwa auf Carl Friedrich Lessing, Johann Peter Hasenclever und Theodor Hildebrandt. In dieser Zeit entstanden Themen wie Alter Bauer beim Frühstück, Der alte Spielmann, Der buchstabierende Knabe, Der Trinker am Fass, Die Kegelbahn und Des Künstlers Atelier in Düsseldorf. Pistorius gilt als frühester Genremaler der Düsseldorfer Schule.

## Beurteilung durch Zeitgenossen
Der Düsseldorfer Professor Rudolf Wiegmann beurteilte Eduard Pistorius im Jahr 1856 folgendermaßen:

„Pistorius erscheint uns in seinen Werken als eine erzprosaische Natur, nur für das Triviale hat er Sinn, nur an dem Äußersten der äußeren Erscheinung haftet sein Blick. Dieses weiß er mit ängstlichem Fleiß und manchmal auch mit Geschick wiederzugeben, aber ohne irgend einen tieferen Gedanken, eine Empfindung unter jener Hülle ahnen zu lassen.“

## Gemälde
- Hausandacht, Reichsmuseum Amsterdam
- Der Dorfgeiger, 1831, Nationalgalerie Berlin
- Lektüre bei Kerzenschein (Der politisierende Schulmeister), 1832, Sammlung Volmer Wuppertal
- Siesta des Schlächtermeisters, Museum Breslau[5]
- Beim Winkeladvokaten, Museum Riga
- Der Wildprethändler, Museum Riga
- Piazza Montanara in Rom, 1845, Städtische Kunstsammlung Rostock